# Deutsche Eishockey Liga
La Deutsche Eishockey Liga (abbreviata in DEL) è il massimo campionato professionistico di hockey su ghiaccio della Germania, ed ha il più alto tasso di giocatori statunitensi e canadesi al di fuori del Nordamerica. Nacque come sostituta della precedente Eishockey-Bundesliga ed è nota con la dicitura DEL - Die 1. Bundesliga. A differenza della vecchia Bundesliga, fino al 2015 la DEL non fu posta sotto l'amministrazione della federazione nazionale di hockey su ghiaccio, la Deutscher Eishockey-Bund.

## Storia

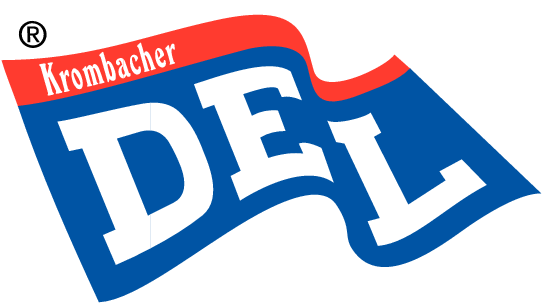
Primo logo della DEL.

La Eishockey-Bundesliga nacque nel 1957 come massimo campionato professionistico della Germania Ovest, assumendo il ruolo che in passato era stato proprio della Oberliga, nata nel 1948. Pochi anni dopo l'unificazione delle due Germanie essa fu sostituita dalla DEL, la quale all'interno del proprio logo conserva la dicitura 1. Bundesliga.
La DEL iniziò in occasione della stagione 1994-95, con l'unione di formazioni provenienti dalle prime due divisioni della vecchia Bundesliga. Tuttavia le condizioni finanziarie all'inizio della lega erano gravi, infatti molte delle squadre sia di 1ª che di 2ª divisione erano pesantemente indebitate, per di più le formazioni di 2ª divisione faticavano a raccogliere sponsor e spettatori; perciò molti club furono costretti a ritirarsi per iscriversi a leghe minori. Le attenzioni dei tifosi e degli sponsor spinsero le squadre della 1ª Bundesliga ad investire pesantemente sui giocatori per evitare la retrocessione.
Nell'ultima annata della Bundesliga, la stagione 1993-94, solo 11 squadre accettarono di giocare nella 2. Bundesliga. Addirittura due squadre si ritirarono a metà e alla fine del campionato. La reputazione dell'hockey su ghiaccio in Germania era gravemente compromessa e si fece più difficile attirare nuovi sponsor. A metà del gennaio 1994, 20 formazioni su 21 fra 1ª e 2ª Bundesliga votarono a favore della nascita del nuovo campionato, la DEL.
Al momento della fondazione, la "DEL Betriebsgesellschaft mbH" cercò di impostare la struttura del campionato sulla base del sistema utilizzato in National Hockey League, nel quale le squadre sono sicure di giocare numerosi incontri senza correre il rischio di essere retrocessi, formando quindi una lega duratura. Le squadre della DEL dovettero adeguarsi ad una serie di normative tese a mantenere la stabilità del campionato. Dodici squadre della 1ª Bundesliga, insieme a sei della 2. Bundesliga divennero i membri fondatori della DEL. La nuova lega attirò subito un'importante sponsorizzazione da parte del birrificio Krombacher Brauerei, presente anche nel vecchio logo.
La speranza di evitare i problemi finanziari della vecchia Bundesliga non si realizzò. Già durante la prima stagione della DEL, il 18 dicembre 1994, gli ultimi vincitori della Bundesliga, i Mad Dogs München, si ritirarono. Vi furono molte controversie dato che in precedenza il presidente della DEL, Franz Hofherr, approvò la licenza di partecipazione certificando la loro situazione economica.
La sentenza Bosman, provvedimento approvato nel 1995 dalla Corte di Giustizia delle Comunità Europee riguardo ai trasferimenti dei giocatori di calcio, ebbe profonde conseguenze sulla DEL. La Bundesliga aveva un carattere prettamente nazionale, con la quasi totalità di giocatori tedeschi. Dopo tale sentenza i giocatori provenienti dall'Unione europea furono esclusi dalla quota "stranieri". Nella stagione 1995–96 le squadre ingaggiarono 97 giocatori europei, abbassando così il costo degli ingaggi e rendendo le piccole squadre maggiormente competitive. Tuttavia i frequenti scambi di giocatori non furono visti di buon occhio dai tifosi, portando ad un generale abbassamento del numero di spettatori.
A seguito di un accordo con la DEB per la stagione 1999-2000 la lega cambiò il proprio nome in "DEL - Die 1. Bundesliga", e furono reintrodotte le retrocessioni.
Dopo venti anni dalla sua nascita la DEL nell'aprile del 2015 tornò ad essere amministrata dalla federazione nazionale di hockey su ghiaccio.

## Partecipanti
Sono 14 le formazioni che militano nella DEL.
| Squadra             | Città                  | Arena                         | Capacità        | Fondazione      |
| Squadre attuali     | Squadre attuali        | Squadre attuali               | Squadre attuali | Squadre attuali |
| ------------------- | ---------------------- | ----------------------------- | --------------- | --------------- |
| Augsburger Panther  | Augusta                | Curt Frenzel Stadium          | 7.774           | 1878            |
| Eisbären Berlin     | Berlino                | O2 World                      | 14.200          | 1954            |
| Düsseldorfer EG     | Düsseldorf             | ISS Dome                      | 13.400          | 1935            |
| Hamburg Freezers    | Amburgo                | O2 World                      | 12.947          | 2002            |
| Hannover Scorpions  | Hannover               | TUI Arena                     | 10.767          | 1975            |
| ERC Ingolstadt      | Ingolstadt             | Saturn Arena                  | 4.815           | 1964            |
| Iserlohn Roosters   | Iserlohn               | Eissporthalle Iserlohn        | 5.000           | 1959            |
| Kölner Haie         | Colonia                | Lanxess Arena                 | 18.500          | 1972            |
| Krefeld Pinguine    | Krefeld                | König Palast                  | 8.000           | 1936            |
| Adler Mannheim      | Mannheim               | SAP Arena                     | 13.600          | 1938            |
| Red Bull München    | Monaco di Baviera      | Olympia Eishalle              | 6.256           | 1967            |
| Nürnberg Ice Tigers | Norimberga             | Arena Nürnberger Versicherung | 8.400           | 1980            |
| SERC Wild Wings     | Villingen-Schwenningen | Helios Arena                  | 6.215           | 1904            |
| Straubing Tigers    | Straubing              | Eisstadion am Pulverturm      | 6.000           | 1948            |
| Grizzlys Wolfsburg  | Wolfsburg              | Eisarena Wolfsburg            | 4.660           | 1975            |
| Squadre del passato |                        |                               |                 |                 |
| Füchse Duisburg     | Duisburg               | Scania Arena                  | 4.800           | 1971            |
| Frankfurt Lions     | Francoforte sul Meno   | Eissporthalle Frankfurt       | 6.946           | 1959            |
| Hannover Indians    | Hannover               | Eisstadion am Pferdeturm      | 4.600           | 1948            |
| Hannover Scorpions  | Hannover               | TUI Arena                     | 10.767          | 1975            |
| Kassel Huskies      | Kassel                 | Eissporthalle Kassel          | 6.100           | 1977            |
| Landshut Cannibals  | Landshut               | Eisstadion am Gutenbergweg    | 7.000           | 1948            |
| Lausitzer Füchse    | Weißwasser             | Eisstadion Weißwasser         | 3.000           | 1932            |
| München Barons      | Monaco di Baviera      | Olympia-Eissportzentrum       | 6.300           | 1999            |

## Regole
La DEL è una lega del tutto indipendente, di proprietà delle 14 squadre iscritte. Ciascuna squadra deve sottostare a delle norme base per poter partecipare al massimo campionato:
- Modulo scritto per l'iscrizione;
- "Qualificazione sul ghiaccio" in caso di nuovi iscritti (vittoria della 2. Bundesliga);
- Stadio costruito secondo gli standard DEL;
- Garanzie finanziarie;
- Formazione di una società (la DEL è formata da franchigie);
- Programmi di sviluppo per i giovani;
- Acquisto di una licenza (tassa di iscrizione pari a 800000 €)

A partire dalla stagione 2006-07 nessuna squadra della DEL può essere retrocessa automaticamente, può soltanto perdere il proprio status a seguito di una o più violazione delle norme. Dal campionato 2008-09 in avanti ciascuna squadra della DEL può contare su un massimo di dieci giocatori non europei. Il numero di partite disputate durante la stagione regolare è fissato 52, mentre le squadre partecipanti sono 14.
Per regolare i rapporti fra la DEL, la DEB e la ESBG (2. Bundesliga), nel dicembre del 2005 fu istituito un contratto di cooperazione detto Kooperationsvertrag, valido fino al 2011. Con questo contratto si mise fine ad una lunga disputa fra le tre organizzazioni riguardo a competenze e questioni finanziarie.

## Stagioni della DEL

### Albo d'oro della DEL
- 1994-95:  Kölner Haie
- 1995-96:  Düsseldorfer EG
- 1996-97:  Adler Mannheim
- 1997-98:  Adler Mannheim
- 1998-99:  Adler Mannheim
- 1999-00:  München Barons
- 2000-01:  Adler Mannheim
- 2001-02:  Kölner Haie
- 2002-03:  Krefeld Pinguine
- 2003-04:  Frankfurt Lions
- 2004-05:  Eisbären Berlino
- 2005-06:  Eisbären Berlino

- 2006-07:  Adler Mannheim
- 2007-08:  Eisbären Berlino
- 2008-09:  Eisbären Berlino
- 2009-10:  Hannover Scorpions
- 2010-11:  Eisbären Berlino
- 2011-12:  Eisbären Berlino
- 2012-13:  Eisbären Berlino
- 2013-14:  ERC Ingolstadt
- 2014-15:  Adler Mannheim
- 2015-16:  Red Bull München

### Risultati nella DEL
Fin dalla nascita della DEL vi hanno preso parte 31 squadre, di cui 14 sono attualmente iscritte. I dati del 1994 rappresentano l'appartenenza alla 1ª e alla 2. Bundesliga. I numeri indicano la posizione nella stagione regolare, mentre i colori indicano la posizione al termine dei playoff.
| Squadra                 | 94  | 95 | 96 | 97 | 98 | 99 | 00 | 01 | 02 | 03 | 04 | 05 | 06 | 07 | 08 | 09 | 10 | 11 | 12 | 13 | 14 | 15 | 16 |
| ----------------------- | --- | -- | -- | -- | -- | -- | -- | -- | -- | -- | -- | -- | -- | -- | -- | -- | -- | -- | -- | -- | -- | -- | -- |
| EHC München             |     |    |    |    |    |    |    |    |    |    |    |    |    |    |    |    |    | 8  | 11 | 12 | 7  | 2  | 1  |
| Eisbären Berlin         | 1BL | 17 | 17 | 4  | 1  | 2  | 13 | 13 | 7  | 1  | 1  | 2  | 1  | 9  | 2  | 1  | 1  | 3  | 1  | 4  | 8  | 9  | 2  |
| Iserlohn Roosters 1     |     |    |    |    |    |    |    | 15 | 12 | 9  | 12 | 11 | 11 | 11 | 5  | 11 | 11 | 12 | 10 | 13 | 10 | 6  | 3  |
| Grizzly Adams Wolfsburg |     |    |    |    |    |    |    |    |    |    |    | 13 |    |    | 13 | 7  | 3  | 1  | 3  | 10 | 6  | 7  | 4  |
| Düsseldorfer EG         | 1BL | 5  | 3  | 9  | 5  |    |    | 11 | 9  | 3  | 8  | 10 | 3  | 2  | 9  | 3  | 6  | 2  | 7  | 14 | 14 | 5  | 5  |
| Nürnberg Ice Tigers     | 2BL | 12 | 11 | 15 | 12 | 1  | 10 | 5  | 4  | 5  | 2  | 3  | 4  | 3  | 1  | 5  | 5  | 10 | 13 | 7  | 3  | 8  | 6  |
| Kölner Haie             | 1BL | 6  | 1  | 2  | 3  | 5  | 1  | 2  | 6  | 2  | 4  | 4  | 5  | 5  | 3  | 15 | 10 | 9  | 9  | 2  | 5  | 11 | 7  |
| ERC Ingolstadt          |     |    |    |    |    |    |    |    |    | 12 | 7  | 5  | 2  | 4  | 10 | 12 | 7  | 6  | 2  | 6  | 9  | 3  | 8  |
| Straubing Tigers        |     |    |    |    |    |    |    |    |    |    |    |    |    | 12 | 14 | 13 | 13 | 13 | 6  | 9  | 12 | 13 | 9  |
| Adler Mannheim          | 1BL | 3  | 6  | 1  | 4  | 3  | 5  | 1  | 2  | 4  | 6  | 6  | 10 | 1  | 6  | 4  | 9  | 7  | 4  | 1  | 4  | 1  | 10 |
| Hamburg Freezers 2      |     |    |    |    |    |    |    |    |    | 8  | 3  | 8  | 6  | 7  | 7  | 8  | 14 | 11 | 5  | 5  | 1  | 4  | 11 |
| Augsburger Panther      | 2BL | 13 | 12 | 11 | 13 | 8  | 8  | 14 | 8  | 11 | 9  | 7  | 12 | 13 | 12 | 14 | 10 | 14 | 8  | 8  | 11 | 12 | 12 |
| Krefeld Pinguine        | 1BL | 4  | 7  | 8  | 11 | 7  | 3  | 9  | 3  | 6  | 10 | 9  | 8  | 10 | 11 | 6  | 12 | 4  | 12 | 3  | 2  | 10 | 13 |
| Schwenninger Wild Wings | 1BL | 9  | 5  | 10 | 9  | 10 | 11 | 12 | 16 | 14 |    |    |    |    |    |    |    |    |    |    | 13 | 14 | 14 |
| Hannover Scorpions      |     |    |    | 14 | 7  | 11 | 9  | 7  | 10 | 10 | 13 | 12 | 7  | 6  | 8  | 2  | 4  | 5  | 14 | 11 |    |    |    |
| Frankfurt Lions         | 2BL | 10 | 8  | 12 | 2  | 4  | 7  | 10 | 11 | 13 | 5  | 1  | 9  | 8  | 4  | 9  | 2  |    |    |    |    |    |    |
| Kassel Huskies          | 2BL | 7  | 9  | 3  | 10 | 9  | 4  | 4  | 5  | 7  | 11 | 14 | 13 |    |    | 14 | 15 |    |    |    |    |    |    |
| EV Duisburg             |     |    |    |    |    |    |    |    |    |    |    |    | 14 | 14 | 15 | 16 |    |    |    |    |    |    |    |
| Freiburg Wölfe          |     |    |    |    |    |    |    |    |    |    | 14 |    |    |    |    |    |    |    |    |    |    |    |    |
| Revier Löwen Oberhausen |     |    |    |    | 14 | 14 | 14 | 6  | 13 |    |    |    |    |    |    |    |    |    |    |    |    |    |    |
| Moskitos Essen          |     |    |    |    |    |    | 15 | 16 | 14 |    |    |    |    |    |    |    |    |    |    |    |    |    |    |
| Preussen Berlin         | 1BL | 1  | 2  | 5  | 8  | 13 | 6  | 8  | 15 |    |    |    |    |    |    |    |    |    |    |    |    |    |    |
| München Barons 2 3      |     |    |    |    |    |    | 2  | 3  | 1  |    |    |    |    |    |    |    |    |    |    |    |    |    |    |
| Star Bulls Rosenheim 1  | 1BL | 8  | 13 | 6  | 15 | 12 | 12 |    |    |    |    |    |    |    |    |    |    |    |    |    |    |    |    |
| Landshut Cannibals 3    | 1BL | 2  | 4  | 7  | 6  | 6  |    |    |    |    |    |    |    |    |    |    |    |    |    |    |    |    |    |
| Ratinger Löwen          | 1BL | 16 | 10 | 16 |    |    |    |    |    |    |    |    |    |    |    |    |    |    |    |    |    |    |    |
| ESV Kaufbeuren          | 1BL | 11 | 15 | 13 |    |    |    |    |    |    |    |    |    |    |    |    |    |    |    |    |    |    |    |
| SC Riessersee           |     |    | 14 |    |    |    |    |    |    |    |    |    |    |    |    |    |    |    |    |    |    |    |    |
| Hannover Indians        | 2BL | 14 | 16 |    |    |    |    |    |    |    |    |    |    |    |    |    |    |    |    |    |    |    |    |
| Lausitzer Füchse        | 2BL | 15 | 18 |    |    |    |    |    |    |    |    |    |    |    |    |    |    |    |    |    |    |    |    |
| Mad Dogs München 4      | 1BL | 18 |    |    |    |    |    |    |    |    |    |    |    |    |    |    |    |    |    |    |    |    |    |

| Colore  | Risultato                   |
| ------- | --------------------------- |
| Oro     | Vincitore                   |
| Argento | Finalista                   |
| Verde   | Semifinalista               |
| Blu     | 1º turno                    |
| Viola   | Turno preliminare           |
| Bianco  | non qualificato ai play-off |

- 1 Nel 2001 i Star Bulls Rosenheim cedettero la licenza DEL ai Iserlohn Roosters.
- 2 Nel 2002 i München Barons si trasferirono diventando gli Hamburg Freezers.
- 3 Nel 1999 i Landshut Cannibals cedettero la licenza DEL ai München Barons.
- 4 Nel 1995 i Mad Dogs München si ritirarono durante la stagione regolare.
- Nelle stagioni 1995 e 1996 16 squadre si qualificarono ai playoff.
- Nella stagione 1998 14 squadre si qualificarono ai playoff.

## Albo d'oro del campionato tedesco

### 1912-1948
| Stagione | Squadra                   |
| -------- | ------------------------- |
| 1912     | Berliner Schlittschuhclub |
| 1913     | Berliner Schlittschuhclub |
| 1914     | Berliner Schlittschuhclub |
| 1915-19  | Prima guerra mondiale     |
| 1920     | Berliner Schlittschuhclub |
| 1921     | Berliner Schlittschuhclub |
| 1922     | MTV München               |
| 1923     | Berliner Schlittschuhclub |
| 1924     | Berliner Schlittschuhclub |
| 1925     | Berliner Schlittschuhclub |
| 1926     | Berliner Schlittschuhclub |
| 1927     | SC Riessersee             |
| 1928     | Berliner Schlittschuhclub |
| 1929     | Berliner Schlittschuhclub |
| 1930     | Berliner Schlittschuhclub |
| 1931     | Berliner Schlittschuhclub |

| Stagione | Squadra                                             |
| -------- | --------------------------------------------------- |
| 1932     | Berliner Schlittschuhclub                           |
| 1933     | Berliner Schlittschuhclub                           |
| 1934     | SC Brandenburg Berlin                               |
| 1935     | SC Riessersee                                       |
| 1936     | Berliner Schlittschuhclub                           |
| 1937     | Berliner Schlittschuhclub                           |
| 1938     | SC Riessersee                                       |
| 1939     | Engelmann Wien                                      |
| 1940     | Wiener EG                                           |
| 1941     | SC Riessersee                                       |
| 1942-43  | non disputato                                       |
| 1944     | KSG Berliner Schlittschuhclub/SC Brandenburg Berlin |
| 1945-46  | non disputato                                       |
| 1947     | SC Riessersee                                       |
| 1948     | SC Riessersee                                       |

### 1949-1958 Oberliga (Germania Ovest)
| Stagione | Squadra         |
| -------- | --------------- |
| 1948-49  | EV Füssen       |
| 1949-50  | SC Riessersee   |
| 1950-51  | Preußen Krefeld |
| 1951-52  | Krefelder EV    |
| 1952-53  | EV Füssen       |
| 1953-54  | EV Füssen       |
| 1954-55  | EV Füssen       |
| 1955-56  | EV Füssen       |
| 1956-57  | EV Füssen       |
| 1957-58  | EV Füssen       |

### 1958-1994 Bundesliga
| Stagione | Squadra                   |
| -------- | ------------------------- |
| 1958-59  | EV Füssen                 |
| 1959-60  | SC Riessersee             |
| 1960-61  | EV Füssen                 |
| 1961-62  | EC Bad Tölz               |
| 1962-63  | EV Füssen                 |
| 1963-64  | EV Füssen                 |
| 1964-65  | EV Füssen                 |
| 1965-66  | EC Bad Tölz               |
| 1966-67  | Düsseldorfer EG           |
| 1967-68  | EV Füssen                 |
| 1968-69  | EV Füssen                 |
| 1969-70  | EV Landshut               |
| 1970-71  | EV Füssen                 |
| 1971-72  | Düsseldorfer EG           |
| 1972-73  | EV Füssen                 |
| 1973-74  | Berliner Schlittschuhclub |
| 1974-75  | Düsseldorfer EG           |
| 1975-76  | Berliner Schlittschuhclub |
| 1976-77  | Kölner EC                 |
| 1977-78  | SC Riessersee             |
| 1978-79  | Kölner EC                 |
| 1979-80  | Mannheimer ERC            |
| 1980-81  | SC Riessersee             |
| 1981-82  | SB Rosenheim              |
| 1982-83  | EV Landshut               |
| 1983-84  | Kölner EC                 |
| 1984-85  | SB Rosenheim              |
| 1985-86  | Kölner EC                 |
| 1986-87  | Kölner EC                 |
| 1987-88  | Kölner EC                 |
| 1988-89  | SB Rosenheim              |
| 1989-90  | Düsseldorfer EG           |
| 1990-91  | Düsseldorfer EG           |
| 1991-92  | Düsseldorfer EG           |
| 1992-93  | Düsseldorfer EG           |
| 1993-94  | EC Hedos München          |

- Fino al 1990 la Bundesliga copriva solo la Germania Ovest. Dopo la riunificazione del paese le squadre della Germania Est si aggiunsero alla competizione.

### 1949-1990 Oberliga (Germania Est)
| Stagione | Squadra                |
| -------- | ---------------------- |
| 1948-49  | SG Frankenhausen       |
| 1949-50  | SG Frankenhausen       |
| 1950-51  | Eissport Weißwasser    |
| 1951-52  | BSG Ostglas Weißwasser |
| 1952-53  | BSG Chemie Weißwasser  |
| 1953-54  | SG Dynamo Weißwasser   |
| 1954-55  | SG Dynamo Weißwasser   |
| 1955-56  | SG Dynamo Weißwasser   |
| 1956-57  | SG Dynamo Weißwasser   |
| 1957-58  | SG Dynamo Weißwasser   |
| 1958-59  | SG Dynamo Weißwasser   |
| 1959-60  | SG Dynamo Weißwasser   |
| 1960-61  | SG Dynamo Weißwasser   |
| 1961-62  | SG Dynamo Weißwasser   |
| 1962-63  | SG Dynamo Weißwasser   |
| 1963-64  | SG Dynamo Weißwasser   |
| 1964-65  | SG Dynamo Weißwasser   |
| 1965-66  | SC Dynamo Berlin       |
| 1966-67  | SC Dynamo Berlin       |
| 1967-68  | SC Dynamo Berlin       |
| 1968-69  | SG Dynamo Weißwasser   |
| 1969-70  | SG Dynamo Weißwasser   |
| 1970-71  | SG Dynamo Weißwasser   |
| 1971-72  | SG Dynamo Weißwasser   |
| 1972-73  | SG Dynamo Weißwasser   |
| 1973-74  | SG Dynamo Weißwasser   |
| 1974-75  | SG Dynamo Weißwasser   |
| 1975-76  | SC Dynamo Berlin       |
| 1976-77  | SC Dynamo Berlin       |
| 1977-78  | SC Dynamo Berlin       |
| 1978-79  | SC Dynamo Berlin       |
| 1979-80  | SC Dynamo Berlin       |
| 1980-81  | SG Dynamo Weißwasser   |
| 1981-82  | SC Dynamo Berlin       |
| 1982-83  | SC Dynamo Berlin       |
| 1983-84  | SC Dynamo Berlin       |
| 1984-85  | SC Dynamo Berlin       |
| 1985-86  | SC Dynamo Berlin       |
| 1986-87  | SC Dynamo Berlin       |
| 1987-88  | SC Dynamo Berlin       |
| 1988-89  | SG Dynamo Weißwasser   |
| 1989-90  | SG Dynamo Weißwasser   |

- Per la maggior parte della storia della DDR Eishockey Oberliga disputarono il campionato solo due squadre, la Dynamo Weißwasser e la Dynamo Berlin.